# Liste der Museen im Hochsauerlandkreis
Die Liste der Museen im Hochsauerlandkreis umfasst Museen im Hochsauerlandkreis, die unter anderem die Heimatgeschichte, den Bergbau und die industrielle Entwicklung zum Schwerpunkt haben.

## Liste
| Bezeichnung                                             | Ortschaft                   | Anmerkung | Bild                                                   |
| ------------------------------------------------------- | --------------------------- | --- | ------------------------------------------------------ |
| Feuerwehrmuseum der Stadt Arnsberg                      | Arnsberg                    | Die Sammlung wurde ab 1971 aufgebaut und umfasst historische Feuerwehruniformen, Ausrüstungsgegenstände, Fahrzeuge und Feuerspritzen.               | Feuerwehrmuseum, Arnsberg                              |
| Kloster Wedinghausen                                    | Arnsberg                    | | Kloster Wedinghausen, Arnsberg                         |
| Sauerland-Museum                                        | Arnsberg                    | Das Museum befindet sich in Trägerschaft des Hochsauerlandkreises und widmet sich der Geschichte des ehemaligen kurkölnischen Herzogtums Westfalen. | Planungsansicht Sauerland-Museum, Arnsberg             |
| Elternhaus Franz Stock                                  | Arnsberg-Neheim             | | Elternhaus Franz Stock                                 |
| Dauerausstellung Franz Stock                            | Arnsberg-Neheim             | | Abbé Franz Stock                                       |
| Klostergartenmuseum Oelinghausen                        | Arnsberg-Oelinghausen       | | Klostergartenmuseum Oelinghausen                       |
| Erzbergbaumuseum und Besucherbergwerk                   | Bestwig-Ramsbeck            | Grubenbahn aus den 1950er-Jahren, ihrerzeit größte unterirdische Doppeltrommelfördermaschine der Welt                                               | Erzbergbaumuseum und Besucherbergwerk, Bestwig-Rambeck |
| Ehemaliges Stadtmuseum Brilon                           | Brilon                      | | Ehemaliges Stadtmuseum Brilon                          |
| Museum Haus Hövener                                     | Brilon                      | | Museum Haus Hövener                                    |
| Dorf- und Heimatmuseum Altenbüren                       | Brilon-Altenbüren           | |                                                        |
| Maschinen- und Heimatmuseum Eslohe                      | Eslohe                      | | Maschinen- und Heimatmuseum Eslohe                     |
| Kilianstollen                                           | Marsberg                    | | Kilianstollen Marsberg                                 |
| Marsberger Glas- und Heimatmuseum                       | Marsberg                    | |                                                        |
| Städtisches Museum Medebach                             | Medebach                    | | Städtisches Museum Medebach                            |
| Langen Scheune                                          | Medebach-Berge              | |                                                        |
| Schwerspatmuseum Dreislar                               | Medebach-Dreislar           | | Schwerspatbergwerk Dreislar                            |
| Künstleratelier Bergenthal                              | Medebach-Oberschledorn      | |                                                        |
| Pastoren-Scheune Düdinghausen                           | Medebach-Düdinghausen       | |                                                        |
| Heimatmuseum Eversberg                                  | Meschede                    | | Heimatmuseum Eversberg                                 |
| Friedrich-Wilhelm-Grimme-Gedächtnisraum                 | Olsberg-Assinghausen        | |                                                        |
| Historische Nagelschmiede                               | Olsberg-Bruchhausen         | |                                                        |
| Heimatmuseum „Alte Mühle“                               | Olsberg-Gevelinghausen      | | Heimatmuseum Alte Mühle                                |
| Heimatstübchen Helmeringhausen                          | Olsberg-Helmeringhausen     | |                                                        |
| Heimatmuseum Wulmeringhausen                            | Olsberg-Wulmeringhausen     | |                                                        |
| Besteckfabrik Hesse Technisches Museum                  | Schmallenberg               | | Besteckmuseum                                          |
| Kunsthaus Alte Mühle                                    | Schmallenberg               | | Kunsthaus Alte Mühle                                   |
| Schieferbergbau- und Heimatmuseum Holthausen            | Schmallenberg               | | Museum Holthausen                                      |
| Gerichtsmuseum Bad Fredeburg                            | Schmallenberg-Bad Fredeburg | | Gerichtsmuseum Bad Fredeburg                           |
| Erlebnismuseum Bödefeld                                 | Schmallenberg-Bödefeld      | | Erlebnismuseum Bödefeld                                |
| Museum im Kloster Grafschaft                            | Schmallenberg-Grafschaft    | | Museum Kloster Grafschaft                              |
| Waldarbeitermuseum Alte Mühle                           | Schmallenberg-Latrop        | | Waldarbeitermuseum                                     |
| SGV-Heimatstube Nordenau                                | Schmallenberg-Nordenau      | |                                                        |
| Erlebnismuseum Winkhausen                               | Schmallenberg-Winkhausen    | |                                                        |
| Museum Alte Kornbrennerei                               | Sundern (Sauerland)         | | Museum Alte Kornbrennerei                              |
| Heinrich-Lübke-Haus                                     | Sundern-Enkhausen           | | Heinrich-Lübke-Haus                                    |
| Westdeutsches Wintersport-Museum                        | Winterberg-Neuastenberg     | | Westdeutsches Wintersport-Museum                       |
| Heimatstube Niedersfeld                                 | Winterberg-Niedersfeld      | |                                                        |
| Museum in der alten Kornbrennerei Borgs Scheune         | Winterberg                  | |                                                        |
| Borgs Scheune                                           | Winterberg-Züschen          | Heimatmuseum und Ort mit Geschichte und Gegenwart.                                                                                                  |                                                        |
| Ausstellung im Astenturm des LWL-Museums für Naturkunde | Winterberg                  | |                                                        |